# 圆叶毛莫
圆叶毛莫（学名：Ranunculus indivisus）为毛茛科毛茛属下的一个种。

## 扩展阅读
維基物種上的相關：圆叶毛莫